# 메이지 학원
메이지 학원(明治学院; Meiji Gakuin)은 1887년에 설립된 일본에서 가장 오래된 기독교 학교이다.

## 개요
메이지 학원은 미국 북장로교회 해외선교부 소속 의료선교사인 제임스 커티스 헵번이 1863년에 요코하마에 설립한 영어학원인 헤본주쿠(ヘボン塾)에 그 기원을 둔다.
이 후, 1877년에 미국 장로교회, 미국 네덜란드 개혁교회, 스코틀랜드 장로교회 등의 연합으로 구성된 '일본기독교통일교회'는 도쿄에 '일치신학교'(東京一致神学校; Tokyo Union Theological Seminary)를 설립하여 신학교육을 시작하였다. 이후 1887년에 도쿄일치신학교가 도쿄일치영어학교(東京一致英和学校) 및 영어예비학교(英和予備校) 등과 합병되면서 '메이지학원'(明治学院; Meiji Gakuin)이라는 이름의 기독교 학교가 설립되었다.
메이지 학원은 많은 조선 지식인들이 유학하는 교육기관으로, 영문학과를 졸업한 문인들과 신학과를 졸업한 목회자들이 두드러지게 많다. 일제강점기에 활동하던 장로교 선교사들은 개신교 선교의 일환으로 조선인들의 교육에 관심을 두었는데, 이들이 자신의 교단과 관련이 있는 메이지 학원에 추천하여 유학하게 된 경우도 적지 않다.
1930년에 메이지 학원 신학부가 분리되어 동경신학교와 합병하며 일본신학교가 되었다. 1944년 타 학부와 합병을 통해 메이지학원 전문학교가 설립되었고, 전후 1949년 메이지학원대학이라는 명칭으로 대학교가 설립되었다.

## 졸업생
- 박영효
- 문일평
- 이광수
- 김상돈
- 주요한
- 강원용
- 김동인
- 채필근
- 정광현
- 윤인구
- 백남훈
- 최태용
- 고승제
- 김관호